# دلمیتا (تگزاس)
دلمیتا (به انگلیسی: Delmita) یک منطقهٔ مسکونی در ایالات متحده آمریکا است که در شهرستان استار، تگزاس واقع شده‌است. دلمیتا ۲۱۶ نفر جمعیت دارد و ۸۲٫۹۱ متر بالاتر از سطح دریا واقع شده‌است.